# Skalnaté pleso
Skalnaté pleso je morénové pleso ve Vysokých Tatrách na Slovensku v nejnižším místě Skalnaté doliny. Má rozlohu 1,2380 ha, je 212 m dlouhé a 85 m široké. Dosahuje maximální hloubky 4,2 m a objemu 15 874 m³. Leží v nadmořské výšce 1751 m.

## Pobřeží
Západně od plesa se zvedá Lomnický hřeben zakončený Lomnickým štítem. Východně od štítu je Skalnatá dolina zakončená Vidlovým hřebenem s Kežmarským a Huncovským štítem. Poblíž plesa leží mezistanice kabinové lanovky na Lomnický štít, sedačková lanovka do Lomnického sedla, observatoř Astronomického ústavu SAV, Hotel Encián, Skalnatá chata a stanice horské služby.

## Vodní režim
V suchém období je pleso bez vody, neboť při stavbě lanovky došlo k narušení nepropustného podloží. Plesem protéká Skalnatý potok, který však v období sucha vysychá a objevuje se až v dolině pod plesem. Rozměry jezera v průběhu času zachycuje tabulka:
| Rok     | Měření prováděl   | Rozloha ha | Délka m | Šířka m | Hloubka max.m | Objem m³ |
| ------- | ----------------- | ---------- | ------- | ------- | ------------- | -------- |
| 1935    | Józef Szaflarski  | 0,463      | 119     | 58      | 1,9           | [ 2 ]    |
| 1961–67 | pracovníci TANAPu | 1,231      | 212     | 85      | 4,2           | [ 2 ]    |
| 2005    | Gregor, Pacl      | 1,2380     | [ 2 ]   | [ 2 ]   | 4,5           | 15 874   |

## Přístup
- zelená turistická značka z Tatranské Lomnice (↑2:30 h., ↓1:45 h.).
- červená tatranská magistrála od Zamkovského chaty (↑1:00 h., ↓0:45 h.).
- červená tatranská magistrála od chaty u Zeleného plesa (↑2:55 h., ↓2:05 h.).
- Kabinková lanovka Tatranská Lomnica – Skalnaté pleso z Tatranské Lomnice (↑12,5 min., ↓12,5 min.).